# Virgen de la Soterraña (Ávila)
La Virgen de la Soterraña es una advocación mariana católica venerada en la basílica de San Vicente de Ávila, .

## Descripción
Se trata de una talla románica policromada del siglo XIII que representa a María sedente con el niño Jesús en el brazo izquierdo y mostrando un corazón en la mano derecha. El cuerpo de esta imagen estuvo oculto durante siglos por ropajes, por la moda que había de vestir a las Vírgenes, hasta que una restauración en la década de 1980 devolvió a la talla su esplendor.

## Ubicación y leyenda

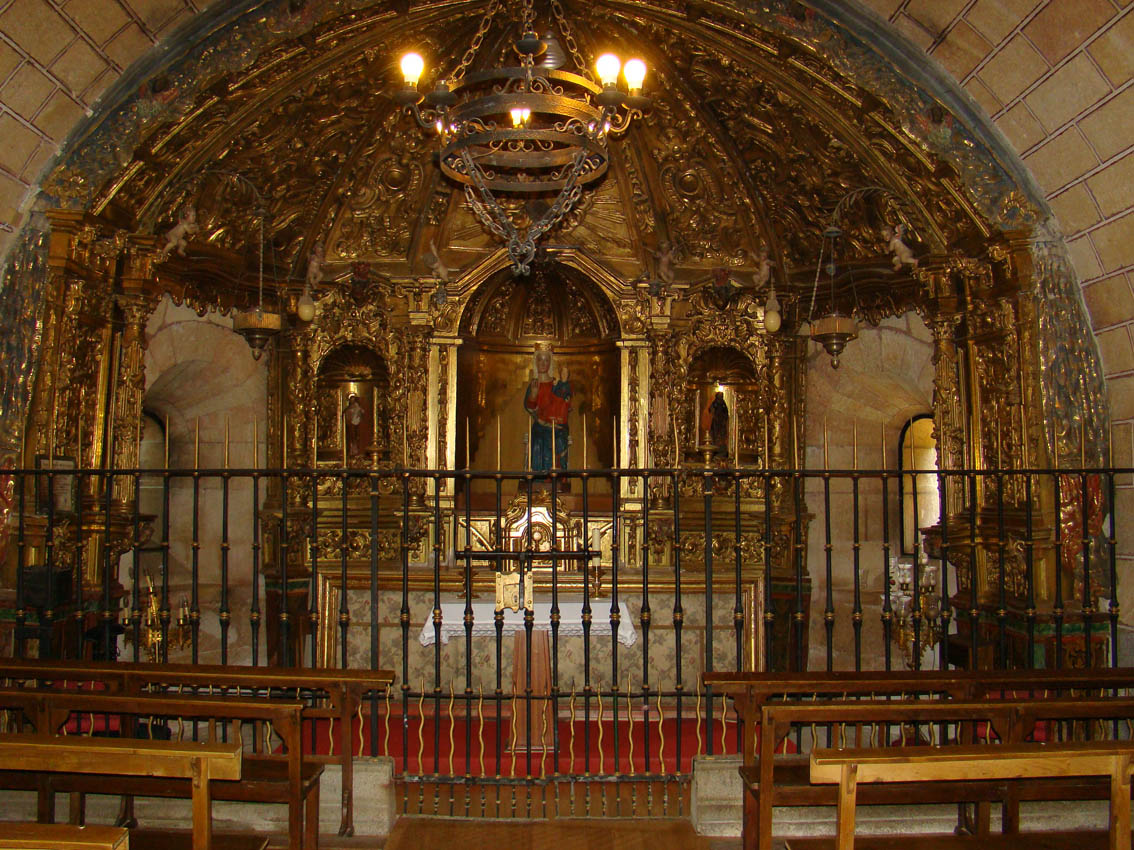
Capilla de la Soterraña

La imagen de la Soterraña se encuentra en una cripta situada bajo los ábsides de la basílica. Esta cripta fue construida aprovechando el desnivel del terreno donde se levantó la iglesia. Allí se venera la imagen de la Virgen de la Soterraña, denominada así por la curiosa ubicación subterránea de su capilla. 
La cripta consta de un total de tres capillas, la izquierda es de menor importancia, y exhibe una buena pintura. En la central es donde reside la imagen de la Soterraña, enmarcada en un retablo barroco. Y la derecha contiene la peña del martirio de los santos Vicente, Sabina y Cristeta, así mismo es el lugar donde, según la tradición, apareció milagrosamente una serpiente que protegió sus cuerpos de una profanación, y donde se edificó la primera iglesia, después sustituida por la actual.
Según la leyenda se atribuye su talla a Nicodemo y su pintura a San Lucas, habría llegado a Europa traída por el propio San Pedro, quien se la habría entregado a San Segundo, evangelizador y primer obispo de la ciudad de Ávila. Tradicionalmente la Virgen de la Soterraña ha sido el motivo central (junto a la Virgen de Sonsoles) de la devoción mariana de la ciudad de Ávila, de la cual es patrona.
Una tradición de Ávila dice que Santa Teresa de Jesús, cuando iba del Convento de la Encarnación al de San José en 1563, pasó por la Basílica de San Vicente, donde se descalzó frente a la Virgen de la Soterraña como muestra del paso definitivo que daba en dirección a su reforma carmelitana.